# Nu Ophiuchi
Désignations
Nu Ophiuchi (en abrégé ν Oph) est un système triple situé dans la constellation d'Ophiuchus. Il est constitué d'une étoile et deux naines brunes en résonance 6:1 en orbite autour de l'étoile. L'étoile, de magnitude apparente 3,34, est facilement visible à l'œil nu. D'après la mesure de sa parallaxe annuelle par le satellite Hipparcos, le système est situé à environ 151 années-lumière de la Terre. Il s'éloigne du Système solaire à une vitesse radiale de +13,2 km/s.

## Nu Ophiuchi A
Nu Ophiuchi A est une étoile géante rouge évoluée de type spectral G9IIIa. Elle porte le nom traditionnel latin Sinistra, signifiant « gauche » en latin, en dépit du fait que Nu Ophiuchi pointe la main droite du Serpentaire. L'étoile est environ 2,9 fois plus massive que le Soleil et elle est âgée autour de 450 millions d'années. Son rayon est environ 13,6 fois plus grand que le rayon solaire, elle est 117,5 fois plus lumineuse que le Soleil et sa température de surface est de 4 997 K.

## Nu Ophiuchi b
Début 2004, une compagne naine brune désignée Nu Ophiuchi b a été découverte orbitant autour de l'étoile. Celle-ci a une masse de 22,3 MJ et décrit son orbite en 536 jours.

## Nu Ophiuchi c
Une seconde naine brune de 24,5 MJ, Nu Ophiuchi c, a été découverte en 2010, qui possède elle une période orbitale de 5,88 ans (soit 3169 jours).